# Гоголев, Николай Антонович
Никола́й Анто́нович Го́голев (1938—2001) — советский спортсмен, учёный и общественный деятель. Мастер спорта СССР, кандидат исторических наук, профессор.

## Биография
Родился 20 мая 1938 года в селении Красная Деревня Намского района Якутской АССР. 
Окончил Бетюнскую среднюю школу Намского улуса и Якутский государственный универcитет (ныне Северо-Восточный федеральный университет).
Занимался вольной борьбой, в числе его тренеров — Василий Румянцев (Заслуженный тренер Якутской АССР); Пётр Гаврильев (Мастер спорта СССР) и Николай Волков (Заслуженный тренер РСФСР и Якутской АССР). Николай Гоголев стал первым чемпионом РСФСР из числа якутских борцов (1962 год, Калининград). Серебряный призер РСФСР (1964 год, Якутск); чемпион Российского Совета ДСО «Спартак» (1961 год, Орджоникидзе), чемпион Сибири и Дальнего Востока (1961 год, Хабаровск; 1963 год, Якутск). Семикратный чемпион Якутской АССР (1958—1964 годы).
Основная деятельность Николая Гоголева — научная. Он проработал в Якутском университете более сорока лет. Был проректором по учебной работе (1970—1980), доцентом кафедры всеобщей истории (1986—1988), деканом историко-юридического факультета и заведующим кафедрой всеобщей истории (1984—1994), профессором кафедры всеобщей истории (1994—2001).
Также занимался общественной деятельностью — избирался депутатом Якутского городского Совета народных депутатов трёх созывов, много лет был одним из руководителей Федерации спортивной борьбы.
Умер 13 января 2001 года в городе Якутске.

## Память
- Учреждены три стипендии имени Н. А. Гоголева для студентов Северо-Восточного федерального университета.
- Залу борьбы университета присвоено его имя; Гоголеву там установлена мемориальная доска.
- В Северо-Восточном федеральном университете проводится открытый турнир СВФУ по вольной борьбе на призы трех первых мастеров — профессоров университета — Николая Алексеева, Николая Гоголева и Алкивиада Иванова[5].
- На призы Н. А. Гоголева в Намском улусе проводится республиканский юношеский турнир по вольной борьбе (организуется при содействии его жены — Александры Николаевны.

## Заслуги и награды
- Заслуженный работник физической культуры и спорта Якутской АССР.
- Заслуженный работник народного образования Республики Саха (Якутия).
- Отличник высшей школы СССР.
- Лауреат спорта Республики Саха (Якутия) XX века.
- Почётный гражданин Намского улуса.
- Награжден Почетными грамотами Президиума Верховного Совета Якутской АССР, медалью «За доблестный труд», знаком «За отличные успехи в работе» (1978).